# L'Amulette de Samarcande
L'Amulette de Samarcande (titre original : The Amulet of Samarkand) est un roman de fantasy pour la jeunesse écrit par Jonathan Stroud et publié en 2003. C'est le premier volet de la Trilogie de Bartiméus.

## Personnages principaux
- Nathaniel (puis John Mandrake) : apprenti magicien (tome 1) doué d'un réel talent. Il est défini comme un des rares magiciens à allier ambition et honneur.
- Simon Lovelace : membre du Parlement et magicien d'un grand talent. Il est surtout très ambitieux et ne reculera devant rien pour arriver à ses fins : devenir beaucoup plus puissant et influent.
- Bartiméus, djinn au service de Nathaniel ancien et malicieux. De grande réputation et invoqué pour la première fois dans la Mésopotamie Antique, c'est en grande partie à ses astuces que Nathaniel doit la vie.
- Faquarl, djinn au service de Simon Lovelace
- M. Underwood : maître de Nathaniel. Il possède un talent relativement limité et se confère une importance qu'il est loin d'avoir.

## Résumé
Dans un monde proche du nôtre, l'Angleterre est la première puissance impériale du monde. Dominée par une caste de sorciers, elle est le centre de l'activité magique.
À Londres, au XXIe siècle, le jeune Nathaniel est confié par ses parents au sorcier de second rang Arthur Underwood. Très vite, il comprend que les connaissances de son maître ne pourront pas satisfaire la soif de pouvoir que son extraordinaire don magique lui confère. Tout en lisant des ouvrages interdits, il développe des capacités hors du commun.
Durant une réception chez Underwood, l'un des sorciers les plus influents du pays, Simon Lovelace, l'humilie devant toute la haute société. Nathaniel jure de se venger.
En espionnant Lovelace à travers un miroir divinatoire, il découvre qu'il est en possession d'un artefact magique extrêmement puissant, l'Amulette de Samarcande. Il invoque alors le djinn Bartiméus, pour lui ordonner de dérober l'amulette. Mais le démon n'entend pas être dirigé par un si jeune sorcier d'autant plus qu'il connaît son nom de naissance, une puissante défense. Cependant, bien vite ils devront s'unir pour faire face à un adversaire disposant de pouvoirs effroyables et déjouer un complot visant les plus hautes sphères ministérielles.

## Critiques dissimulées
Dans cette série, l'auteur dresse une critique dissimulée de la société. En effet, il situe l'action dans un monde séparé en deux castes biens distinctes : les plébéiens et les magiciens. Les premiers n'ont aucun pouvoir magique à la différence des seconds. Cette distinction entraîne à la fois une différence de pouvoir politique mais aussi bon nombre de préjugés. 

## Autres romans de la série
L'Amulette de Samarcande est le premier roman de la Trilogie de Bartiméus, suivi de L'Œil du Golem (édité en 2004) et de La Porte de Ptolémée (en 2005). En 2010, une préquelle ayant pour titre L'Anneau de Salomon a été éditée au Royaume-Uni.